# دودان (پاوه)
دودان(تلفظ محلی dawdan)، (به زبان محلی و در ادبیات کردی:( دەوان،dawan)، یکی از قدیمی‌ترین روستاهای هورامان است که در ۱۲ کیلومتری بخش باینگان از شهرستان پاوه در استان کرمانشاه واقع شده‌است. گفته می‌شود که سکنی گزیدن آدمیزاد در این روستا همزمان با استقرار مردم در بندر بصره عراق بوده‌است، طبق یکی از روایات تاریخی محل دفن هارامن، یکی از پیامبران بنی اسرائیل که در زمان کوروش و داریوش می زیسته در این روستا می باشد. 
دودان از قدیم‌الایام مهد شخصیت‌های عارف و متدین و روشنفکر از جمله پیر میکائیل مشهور به پیر شش پنجه یا پیر هزار ماله جاف، مولانا خالد ذوالجناحین سر سلسله طریقه نقشبندیه و ده‌ها انسان فرهیخته و شاعر دیگر از جمله پیر داود دودانی، باباجلیل دودانی، داودسور، میرزاقلی دودانی، سمن خانم و باباسرهنگ را نام برد.
این روستا دارای آب و هوای گرم است. در گذشته و تا سال‌های حدود ۱۳۷۹ خورشیدی مردم برای فرار از فصل تابستان به (کنه) ییلاقی واقع در کوهستان ماکوان رفته و فصل تابستان را در هوای مطبوع آن به سر می‌بردند.
این روستا در تقسیمات کشوری مرکز دهستان ماکوان از توابع بخش باینگان بوده‌است.
مردم این روستا بە زبان کردی سورانی تکلم می نمایند.

## تاریخ

### بمب باران شیمیایی
روستای دودان روز ۳۱ تیر ۱۳۶۷ از سوی ارتش عراق بعثی مورد حملهٔ شیمیایی قرار گرفت. در همین روز، همزمان با دودان، روستاهای نساردیره، نساردیره سفلی و شاهمار دیره از توابع شهرستان گیلانغرب، شیخ‌صله از توابع شهرستان ثلاث باباجانی و زرده و باباجانی از توابع شهرستان دالاهو نیز مورد حمله شیمیایی مشابهی قرار گرفتند.